# Ruta Dolna
Ruta Dolna (biał. i ros. Дольная Рута) – wieś na Białorusi, w rejonie korelickim obwodu grodzieńskiego, w sielsowiecie Krasna.

## Geografia
Miejscowość położona na Wysoczyźnie Nowogródzkiej, ok. 16 km na wschód od Nowogródka, na prawym brzegu Ruty, na południe od Ruty Górnej, między Kucewiczami na zachodzie i Pietrykami na wschodzie. Na południe od Ruty Dolnej leżą Tupały Małe.

## Historia
W XIX w. Ruta (Ruta Podolna) znajdowała się w powiecie nowogródzkim guberni mińskiej, w gminie Horodeczna. We wsi była drewniana cerkiew Narodzenia NMP z 1716 r.
W okresie międzywojennym Ruta Dolna należała do gminy Horodeczna, w powiecie nowogródzkim województwa nowogródzkiego II Rzeczypospolitej. 
Po II wojnie światowej Ruta Dolna znalazła się w granicach Białoruskiej SRR, a od 1991 r. – w niepodległej Białorusi.

## Religia
Dolna Ruta jest siedzibą parafii prawosławnej należącej do dekanatu korelickiego (Кореличское благочиние) eparchii nowogródzkiej. We wsi znajduje się murowana cerkiew Wszystkich Świętych z 1936 r.